# Arapaçu-da-taoca
O arapaçu-da-taoca (Dendrocincla merula) é uma espécie de ave da subfamília Dendrocolaptinae.
Pode ser encontrada nos seguintes países: Bolívia, Brasil, Colômbia, Equador, Guiana Francesa, Guiana, Peru, Suriname e Venezuela.
Os seus habitats naturais são: florestas subtropicais ou tropicais húmidas de baixa altitude.
O nome arapaçu-da-taoca foi selecionado como nome vernáculo técnico para a espécie pelo Comitê Brasileiro de Registros Ornitológicos (CBRO) em 2021.